# Pithecellobium dulce
Pithecellobium dulce (Acacia obliquifolia, entre outros sinônimos) é uma espécie de leguminosa do gênero Acacia, pertencente à família Fabaceae, conhecida no Brasil pelo nome mata-fome, e em algumas partes do Nordeste brasileiro é chamada de jumentinha.

## Descrição
P. dulce é uma árvore que pode atingir até cerca de 10 a 15 metros de altura. Seu tronco é espinhoso e suas folhas são pinadas, que, organizadas em pares enfileirados, podem medir de 2 a 4 centímetros. Suas flores são de cor branco-esverdeada, perfumadas, sésseis e podem medir até 12 centímetros de comprimento, apesar de parecerem menores devido a sua disposição enrolada. As flores produzem um legume, que adquire uma cor rosada quando maduro e abre, expondo sua polpa comestível. A polpa contém sementes brilhantes, pretas, de forma circular e plana.
A semente é geralmente dispersa por aves que se alimentam da polpa doce. A árvore é tolerante a secas, podendo viver em terras secas com elevações de até 1500 metros acima do nível do mar, o que a torna adequado para o cultivo urbano.

## Distribuição
Esta planta é nativa da costa do Pacífico da América Central e do norte da América do Sul. Pode ser encontrada na região norte e nordeste do Brasil, onde é considerada uma espécie invasora do bioma Caatinga. Também apresenta ameaça ao equilíbrio do ecossistema de outros lugares, como o Havaí. É uma das espécies que foi introduzida e naturalizada extensivamente no Caribe, Florida, Guam, assim como na Índia, em Bengala, e nas Filipinas.

## Usos

### Culinários
No México, as polpa de suas vagens, que podem ter um sabor adocicado ou azedo, é comida crua como acompanhamento de vários pratos e usado como base para bebidas açucaradas. As sementes também são comestíveis, e usadas para extração de óleos, que equivalem a 10% de seu peso.

### Medicinais
A casca e a polpa são adstringentes e hemostáticas. Os povos indígenas da Mesoamérica usavam a polpa e a casca contra doenças de gengiva, dor de dentes, hemorragias em geral. Um extrato da casca também é usado contra disenteria, diarreia crônica, e tuberculose. Um extrato das folhas é usado para doenças na vesícula e para evitar o aborto. A semente é usado para limpar úlceras.

## Sinônimos
Dependendo da região, Acacia é conhecida por diferentes nomes. No México, a árvore é conhecida como huamuche, guamuche, huamúchil, Guamúchil, e cuamúchil, derivados do seu nome na antiga Língua náuatle cuauhmochitl. No Porto Rico também é conhecido como Pizan, ou Guamá americano. Na Índia é conhecida pelo nome "Madras espinho", embora não seja nativa Madras.
Esta planta possui diversas Sinonímias:
- Acacia obliquifolia   M.Martens & Galeotti
- Homem Day "شجرة الديمان  " Yemen, Aden اليمن, عدن
- Albizia dulcis   (Roxb.) F.Muell.
- Feuilleea dulcis   (Roxb.) Kuntze
- Inga camatchili   Perr.
- Inga dulcis   (Roxb.) Willd.
- Inga javana   DC.
- Inga javanica   DC.
- Inga lanceolata  sensu  Blanco
- Inga lanceolata   Willd  e  Pithecellobium lanceolatum .
- Inga leucantha   C.Presl
- Inga pungens   Willd.
- Mimosa dulcis   Roxb.
- Mimosa edulis   Gagnep.
- Mimosa pungens   (Willd.) Poir.
- Mimosa unguis-cati   Blanco
- Mimosa unguis-cati   L  e  Pithecellobium unguis-cati .
- Pithecellobium littorale   Gravar
- Pithecellobium dulce   (Roxb.) Benth. ( lapsus )